# Laya

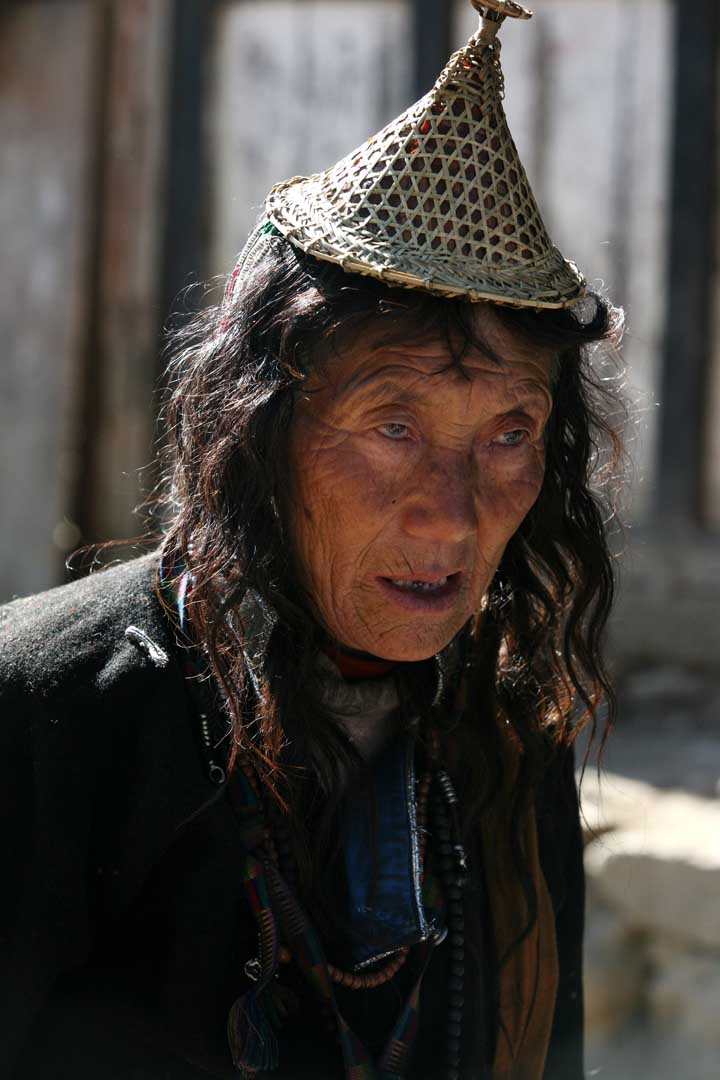
Laya in Laya Gewog

Die Laya sind Halbnomaden im nördlichen Hochland Bhutans. Die Laya sprechen einen Dialekt der Staatssprache Bhutans Dzongkha, jedoch mit so vielen Abweichungen, dass nur Eingeweihte diese Sprache verstehen.

## Kleidung
Die Kleidung besteht aus Yakhaar und Schafwolle, die auf Gurtwebstühlen verwoben werden. Die einzelnen Kleidungsstücke der weiblichen Tracht sind ein schwarzes Hemd und ein schwarzer Rock mit hellen Längsstreifen, eine schwarze Wolljacke, schwere Filzstiefel und ein kegelförmiger Hut aus Bambus. Der Schmuck ist meistens aus Silber und wird auf dem Rücken getragen.

## Yakzucht
Die meisten Laya gehen der Yakzucht nach, die als Lebensgrundlage dient. Sie verwenden die Yakhaare zur Herstellung von Zelten und Kleidung, das Fleisch wird gegessen, die Milch zu Käse und Butter verarbeitet und der Dung der Yaks dient als Brennmaterial. Außerdem werden die Yaks auf den Ackerflächen als Arbeits- und Lasttiere eingesetzt.